# Łoźnica (wieś)

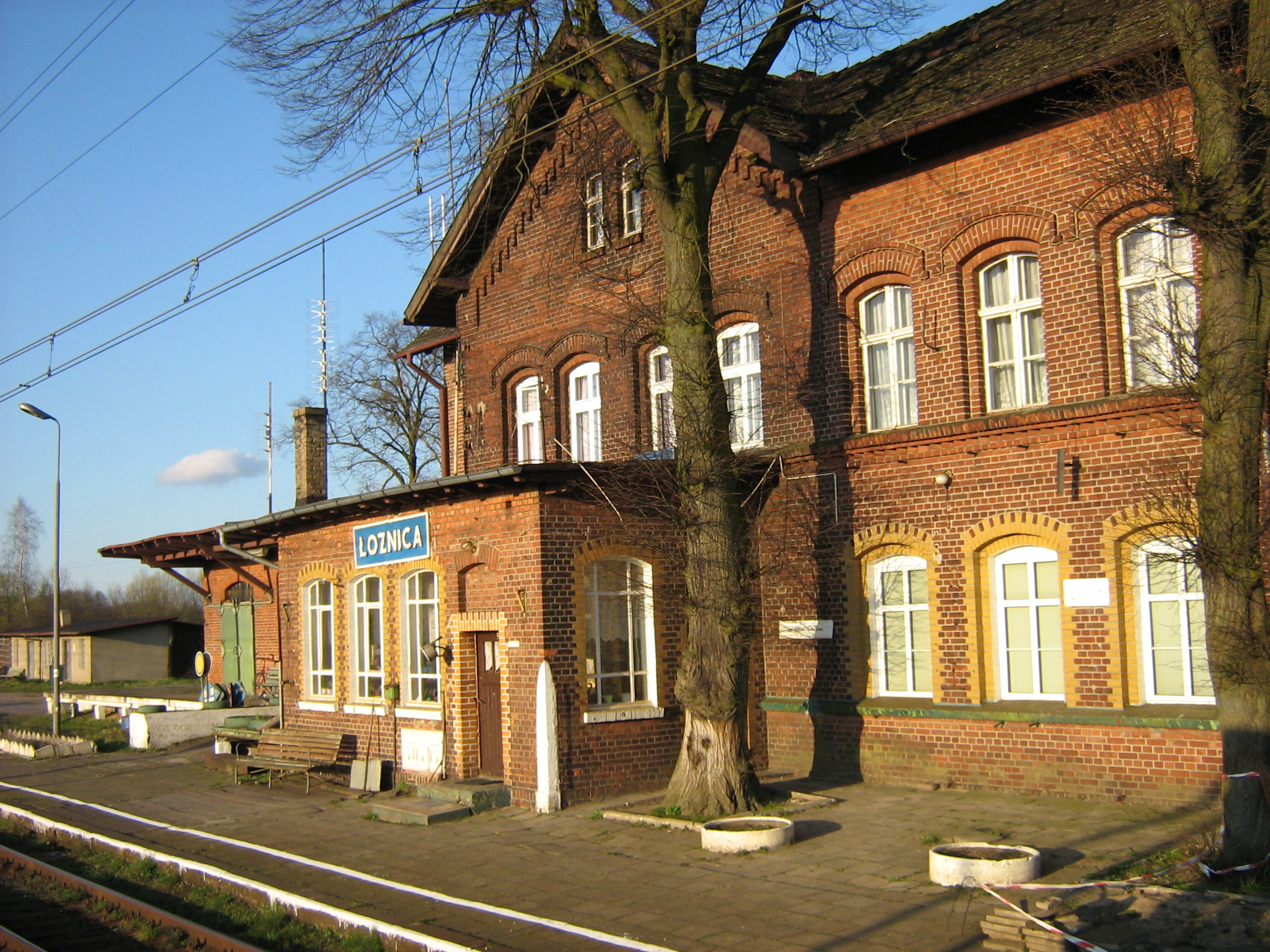
Stacja kolejowa

Łoźnica (do 1945 niem. Kantreck, daw. Kantrek, Marianowo, Łożnica) – wieś w województwie zachodniopomorskim, w powiecie goleniowskim, w gminie Przybiernów.
W latach 1945–54 siedziba gminy Łożnica. Położona na skrzyżowaniu linii kolejowej nr 401 Szczecin Dąbie – Świnoujście Port z drogą Babigoszcz – Trzechel w odległości 5 km na wschód od Babigoszczy. Otoczona lasami Puszczy Goleniowskiej i przecięta rzeczką Gowienicą.
W miejscowości znajduje się przystanek kolejowy Łożnica.

## Historia
Wieś należała niegdyś do biskupów kamieńskich i kapituły kamieńskiej.

## Zabytki
- W środku wsi znajduje się jeden z największych w województwie zachodniopomorskim kościołów zbudowanych techniką ryglową.

- W południowej części wsi znajdują się ruiny jednopiętrowego pałacu z XVIII wieku, przebudowanego w XIX w. Na przełomie XIX i XX w. budowla wzbogaciła się o jednokondygnacyjne skrzydło zachodnie. Pałac sąsiaduje z zaniedbanym parkiem podworskim z aleja akacjową.